# Dilobeia
Dilobeia es un género de árboles perteneciente a la familia Proteaceae. Es endémica de  Madagascar. 

## Taxonomía
Dilobeia fue descrito por Louis Marie Aubert Du Petit-Thouars y publicado en Genera Nova Madagascariensia 7. 1806. La especie tipo es: Dilobeia thouarsii Roem. & Schult. 

## Especies aceptadas
A continuación se brinda un listado de las especies del género Dilobeia aceptadas hasta abril de 2012, ordenadas alfabéticamente. Para cada una se indica el nombre binomial seguido del autor, abreviado según las convenciones y usos.
- Dilobeia tenuinervis Bosser & R.Rabev
- Dilobeia thouarsii Roem. & Schult.